# Martin Buber
Martin Buber (în ebraică מרטין בובר, n. 8 februarie 1878, Viena – d. 13 iunie 1965, Ierusalim) a fost un filosof evreu, austriac, apoi israelian, cel mai bine cunoscut pentru filosofia dialogului, o formă de existențialism religios. A fost interesat mai ales de ontologie. În 1902 a devenit editorul ziarului săptămânal Die Welt, organul central al mișcării sioniste. În 1923 a scris un faimos eseu despre existență numit Eu și Tu, iar în 1925 a început să traducă Biblia ebraică în germană. În 1930 a devenit profesor de onoare la Universitatea din Frankfurt, dar a renunțat la post în 1933 după venirea lui Hitler la putere. S-a mutat la Ierusalim în 1938 unde a murit în 1965, la vârsta de 87 ani. Buber a fost cel dintâi președinte al Academiei Naționale de Științe a Israelului. 

## Biografie

### Originea si copilăria la Viena
Martin Mordechai Buber s-a născut în 1878 la Viena, in Austria în cadrul Imperiul Austro-Ungar, într-o familie evreiască.Tatăl său, Carl (Kalman Jekutiel) Buber , era agronom de profesie, și un antreprenor de succes, activ în cultura cerealelor, a producția uleiului industrial și în exploatarea fosfaților. Se interesa de științe și de teoria evoluției a lui Charles Darwin, poseda moșii, ferme de cai și o gară de tren particulară. 
El era adept al iudaismului liberal și în același timp, era un urmaș direct al rabinului Meir Katzenellenbogen, cunoscut și ca Maharam (מהר"ם) (acronim ebraic pentru Mordechai Harav Meir) din Padova, care, după traditie se trăgea din regele David. Între rudele sale se număra și Karl Marx. Mama lui Buber, Elisa, născută Wurhaft   era o actriță originară din Odesa.

### Anii la Liov
După divorțul părinților săi, când avea vârsta de trei ani, Buber a fost crescut de bunicul său patern din Liov, pe atunci Lemberg în Regatul Galiției și Lodomeriei din cadrul părții austriece a  statului austro-ungar. Bunicul, Salomon Buber, era un învățat, apropiat de mișcarea hasidică,  autor de literatura rabinică și midrașică.
Bunica, Adele, vorbea germana, pe care o învățase prin studiu individual, citind literatură germană; cu toate acestea, folosea mai ales litere ebraice pentru scris, ca în idiș. 
Multilingvismul lui Buber l-a distins de-a lungul vieții. A scris în germană, ebraică, engleză, franceză, italiană și poloneză (învățată in anii de liceu)  și a stăpânit greaca și latina. 
Mama sa a întemeiat o nouă familie cu un ofițer în Rusia. Acest abandon, care a survenit fără un rămas bun și nu i-a fost explicat de bunici, l-a preocupat toată viața.
Buber și-a revăzut mama o singură dată și a aflat despre circumstanțele exacte ale vieții ei abia în 1913, printr-o scrisoare de la sora sa vitregă. 
Din 1888 până în 1896, Buber a urmat cursurile liceului catolic Kaiser Franz Joseph din Lemberg, pe atunci cu limba de predare poloneză, după ce anterior a primit meditații private.[11][1
În 1892 a revenit la casa tatălui său din Lemberg.
La un anumit moment a trecut printr-o criză religioasă, a încetat să mai respecte preceptele religioase iudaice, și s-a interesat de filozofia lui Immanuel Kant,  a lui Søren Kierkegaard, și a lui Friedrich Nietzsche, fiind impresionat de gândirea celor doi din urmă. Sub înrâurirea lor a decis sa învețe filozofia. În 1896 a plecat să studieze la Universitatea din Viena filozofia, precum și istoria artelor, studii germanistice.

### Studenția
Martin Buber a studiat in cele din urmă, la Viena, la Leipzig, apoi Zürich und Berlin. a învățat economie, filozofie, germanistică, istoria artei, psihologie, între profesorii săi numărându-se  Heinrich Herkner ,  Gustav Schmoller , Wilhelm Dilthey și Georg Simmel. În 1903 și-a încheiat studiile cu teza Zur Geschichte des Individuationsproblems.  Nicolaus von Cues und Jakob Böhme Despre istoria problemei individuației.Nicolaus Cusanus și  Jakob Böhme
La Viena, Buber l-a întâlnit personal pe Theodor Herzl (prima lor corespondență a avut loc în februarie 1900) și s-a alăturat mișcării sale sioniste. În septembrie 1901, Herzl l-a numit pe Buber redactor al organului sionist,"Die Welt", succedându-i lui Berthold Feiwel, care nu a putut fi convins să continue în această muncă.
În 1902, Buber a co-fondat Jüdische Verlag (Editura Evreiască). Din 1905, a lucrat ca redactor la editura Rütten & Loening; acolo, printre altele, a inițiat și a supervizat proiectul de amploare pentru o serie de monografii socio-psihologice, Die Gesellschaft(Societatea). În 1908, a participat la fondarea Ligii Socialiste (împreună cu Gustav Landauer și Erich Mühsam, printre alții).
Din 1907 până în 1916, Buber a locuit la Berlin într-o casă din cartierul Berlin-Zehlendorf

### La Heppenheim
Din 1916 Buber a locuit cu familia sa la Heppenheim pe Bergstrasse, în Hessa, o perioadă în care a publicat principala sa opera filozofică Eu și Tu, și împreună cu Franz Rosenzweig, a publicat Die Schrift (Scriptura), o nouă traducere în germană a Bibliei ebraice.
În 1916, împreună cu Salman Schocken, Buber a fondat la Berlin revista lunară Der Jude (Evreul) , și a fost redactorul acesteia. Buber primea inițial un mic salariu lunar de la Schocken. Mai târziu, a lucrat fără plată și s-a întreținut cu ajutorul tatălui său și din venituri din proprietățile lăsate de bunici. Munca ziaristică și publicistică i-a ocupat o mare parte din timpul de lucru în anii următori. Operele sale filosofice și hasidice au trebuit atunci să treacă pe plan secund, ceea ce l-a frustrat din ce în ce mai mult.
În 1924, a ținut un curs de Tao Te Ching la Monte Verità în Elveția. Din 1924 până în 1933, Martin Buber a fost mai întâi lector și, în cele din urmă, profesor onorific de studii religioase și etică evreiască la Universitatea din Frankfurt pe Main. A demisionat din această funcție în 1933, după ascensiunea la putere a lui Hitler, pentru a evita să fie demis.; . Apoi a participat la înființarea Centrului pentru Educația Adulților Evrei sub auspiciile Reprezentanței în Reich a Evreilor Germani. Centrul a fost o instituție de învățământ evreiască activă din 1934 până în 1938. „Scopul său principal a fost de a oferi evreilor germani oportunitatea de a-și consolida identitatea evreiască, mai ales atunci când lumea evreiască pe care o cunoșteau se prăbușea în jurul lor. Acest lucru se reflectă în sloganul centrului, inventat de Buber: «Armamentariu pentru Existență».”

## Viața privată
În 1899 Buber a cunoscut-o pe  Paula Winkler, de credința catolică și în 1907, după convertirea ei la iudaism, s-a căsătorit cu ea 
Ea a contribuit mult la opera sa și și-a publicat propria operă literară sub pseudonimul „Georg Munk”. Cuplul a avut doi copii: fiul Rafael (1900–1990), căsătorit între 1922 și 1929 cu Margarete Buber-Neumann, și fiica Eva (1901–1992), căsătorită cu Ludwig Strauss.

## Premii și omagii
- 1951 - Premiul Goethe din partea Universității din Hamburg
- 1952 - Premiul pentru pace al Librarilor Germani
- 1958 - Premiul Israel pentru stiințe umane

- 1961 - Premiul Bialik pentru gândire iudaică[28]
- 1963 Premiul Erasmus la Amsterdam

## Scrieri
- Die Geschichten des Rabbi Nachman („Povestirile rabinului Nahman”), Frankfurt am Main, 1906 Digitalizat.
- Povestiri hasidice, 1921[29]
- Eu și tu, 1923[29]
- Gog și Magog; Credința profeților; Calea omului conform cu învățământul hasidic; Cărările utopiei; Viața în dialog; Între om și om, 1940-1945[29]
- Eclipsa lui Dumnezeu, 1952[29]
- Cuvîntări despre educație, 1953[29]